# МГЭС Меджувршье
МГЭС (малая гидроэлектростанция) Меджувршье (серб. Мала хидроелектрана Међувршје / МХЕ Међувршје) — малая гидроэлектростанция в Сербии, стоящая на реке Западная Морава около города Меджувршье и одноимённого водохранилища. Наряду с МГЭС Овчар-Баня входит в состав группы Дринско-Лимских гидроэлектростанций из Баина-Башты.

## Строительство
В 1901 году специальная комиссия и инвестор изучили участок местности в Овчарско-Кабларском ущелье на предмет возможности строительства электростанции. Условия для строительства были благоприятными отчасти благодаря тому, что в 1896 году обрушился правый берег реки Западная Морава, благодаря чему появилась плотина и перепад уровня воды на коротком участке реки. Требовалось выстроить лишь ещё одну плотину и прорыть тоннель.
Малую ГЭС Меджувршье начали строить в дополнение к другой малой ГЭС — МГЭС Овчар-Баня. Работы по строительству начались в 1947 году. На выходе из ущелья была возведена плотина длиной 190 м и высотой 30 м. При создании водохранилища Меджувршье было затоплено 150 га пахотных земель, под водой оказались 10 домов из села Меджувршье. Вода из водохранилища переносилась по тоннелю к ГЭС. 10 августа 1957 года электростанция начала свою работу. Совокупно с МГЭС Овчар-Баня годовая выработка электроэнергии составляла 60 млн кВт⋅ч.

## Оборудование и реновация

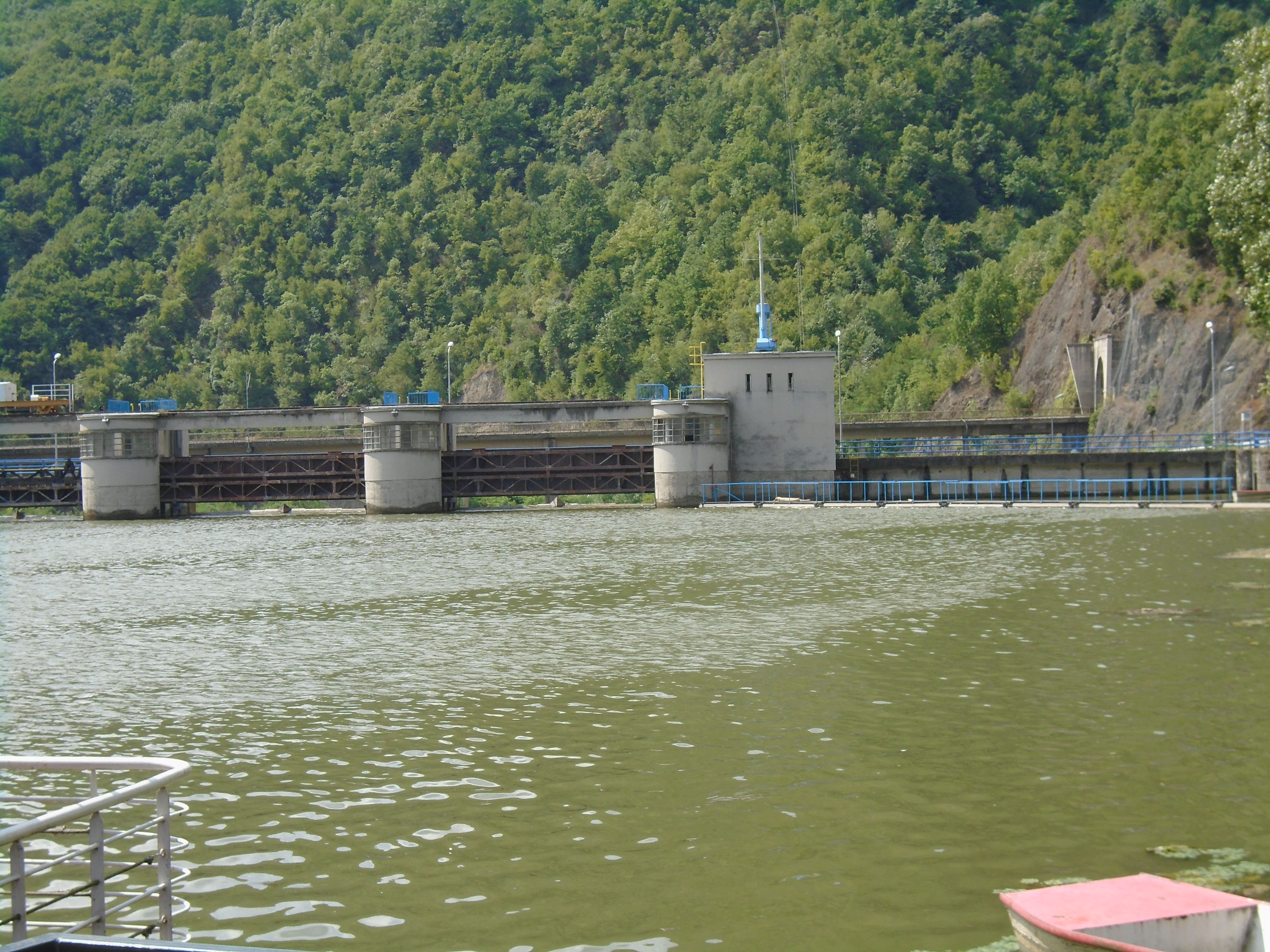
Вид на электростанцию с другой стороны

На МГЭС были установлены турбины производства компании «Литострој» (Любляна) и генераторы завода «Раде Кончар» (Загреб). Номинальная мощность станции составляла 7 МВт. Станция работала без перерыва до 13 мая 1965 года, пока не произошло большое наводнение в районе Западной Моравы: были затоплены и МГЭС Овчар-Баня, и МГЭС Меджувршье, причём у последней была разрушена плотина. Обе электростанции вышли из строя почти на год.
26 июля 2006 года Правительство Сербии приняло решение о предстоящей реконструкции электростанции с использованием новых технологий и материалов. К работе были привлечены следующие компании:
- АТБ Север (Суботица) — генератор и основное оборудование
- Andino (Франция) — турбина
- Институт Михаила Пупина — оборудование для управления и защиты
- АБС Минел — трансформаторы, распределительные подстанции и собственные нужды
- Электротехнический институт Николы Теслы[серб.] — оборудование для возбуждения генераторов, выпрямителей и инверторов, а также для резервного питания

Значительную часть электромонтажных работ выполнила компания Електроват из Чачака, а компания Гоша Монтажа из Смедеревска-Паланки занималась установкой турбин. Были установлены новые распределительные элементы, трансформаторы, кабели, системы управления и защиты, системы резервного электропитания и агрегаты (турбины и генераторы). Сохранились только старый корпус генератора, спираль турбины и подводящий трубопровод диаметром 5 и длиной 400 м. После ремонта расход воды вырос с 40 до 50 м³/с. Всего было заменено около 95% оборудования.
Благодаря выросшему на 100 мм диаметру рабочего колеса турбины мощность выросла на 9 МВт (полная мощность генераторов 3,4 и 5,6 МВА соовтетственно). Использовались новые качественные материалы и проектные решения, повысившие КПД турбины и генератора. Электростанция возобновила работу 27 декабря 2010 года в пробном режиме. Мощность обеих станций выросла с 13 до 17 МВт. 8 марта 2014 года был запущен третий агрегат мощностью около 600 кВт.